# Collingtree
Collingtree is een civil parish in het bestuurlijke gebied Northampton, in het Engelse graafschap Northamptonshire met 1138 inwoners.